# 5 majeur (collectif)
Pour les articles homonymes, voir 5 majeur.
5 Majeur est un collectif de rap réunissant le groupe Fixpen Sill (Vidji et Keroué), Hors II portée (Hunam et Heskis) et Nekfeu (rappeur membre de l'Entourage, S-Crew, 1995).
Le premier lien s'établit entre Kéroué et Heskis pendant les Transmusicales. La première vraie connexion se fait le jour où Fixpen Sill, en première partie de La Rumeur, invite Heskis et Nekfeu à monter sur scène. Un peu plus tard, les 5 artistes se retrouvent pour réaliser un projet commun. Après 3 jours de travail intensif, le premier projet 5 Majeur est né,.
Leur premier EP sort en 2011, avec notamment Jour de pluie et On pèse.
Ils reviennent le 27 mai 2013 avec l'album Variations qui contient 13 morceaux, dont Dérapage contrôlé, Gère tes affaires ou encore Les dés sont jetés.
Fin 2016 le son Gère tes affaires connaît un regain de popularité grâce à une phrase choc de Nekfeu : « Ceux qui respectent le règlement ne le respectent pas correctement », utilisée en introduction des vidéos du Youtubeur spécialisé dans le rap Le Règlement.